# 丹羽大輝
丹羽 大輝（にわ だいき、1986年1月16日 - ）は、大阪府河内長野市出身のプロサッカー選手。ポジションはディフェンダー（センターバック）。元日本代表。
格闘家の丹羽圭介は実兄。

## 来歴

### プロ入り前
地元河内長野市の南花台JSCに在籍し、中学生時代からガンバ大阪の下部組織に所属した。2001年、ユースチームに昇格し、高校1年次にU-15日本代表に選ばれる。同年センターバックのレギュラーポジションを掴み、翌年2002年、Jユースカップ優勝に貢献。高校3年次にはユースチーム所属ながらトップチームにも帯同して練習していた。ユースチームではキャプテンを務め、2002年のU-17アジアユース選手権に出場し、大会ベストイレブンに選出されるなど評価を得て、守備の要として活躍した。

### ガンバ大阪
2004年、高校卒業後に正式にガンバ大阪のトップチームに昇格（同期昇格は寺田紳一、三木良太）したが、3年間出場機会に恵まれなかった。

### レンタル移籍
2007年、J2・徳島ヴォルティスへレンタル移籍で加入。開幕戦でJリーグデビューを果たすとボランチを務め、先制点アシストを記録するなどの活躍をみせた。攻守でバランスをとるプレーが特徴で、特にボランチのアンカー役として、出場停止を除く全45試合に出場し、1年間チームの中心的存在として活躍した。
2008年はJ1の大宮アルディージャへレンタル移籍で加入。しかし、レギュラーを掴めず、ナビスコカップ2試合のみの出場に終わり、シーズン途中の8月にJ2・アビスパ福岡にレンタル移籍した。福岡に加入後、初めての試合でセンターバックとしてフル出場し、先制点をヘディングで奪うなど古巣の徳島相手に3-1の勝利に貢献した。その後もセンターバックとして活躍した。
2009年、福岡へのレンタル期間を1年間延長し、センターバックとしてシーズン中にレギュラーポジションを掴み、その後はゲームキャプテンを務めるなどして活躍した。2010年、レンタル期間を1年間延長し、チーム主将、選手会長としてチームをまとめ上げ、福岡の5年ぶりのJ1昇格に貢献した。2011年も三度レンタル期間を延長。自身はJ1初出場を含むリーグ戦30試合に出場したが、チームは17位と低迷し、1年でJ2へ降格した。

### ガンバ大阪復帰
2012年、期限付き移籍満了により6シーズンぶりにガンバ大阪に復帰。この年、怪我人が続出したチーム事情から本職のセンターバックのほかにサイドバックなどでも起用された。
2013年、シーズン序盤は控えに回ることが多かったが、レギュラーの岩下敬輔の負傷離脱以降スタメンに定着し、ガンバのJ1昇格とJ2優勝に貢献。J2第38節徳島戦では、自身3年ぶりガンバ入団後では初のリーグ戦の得点を決めた。
2014年、シーズン当初は守備面で不安定なプレーが目立ち中盤はレギュラーから外れたが、西野貴治が負傷離脱し再びレギュラーに復帰した。以降、安定したプレーで失点数リーグ2位タイに抑えたディフェンス陣を支え、ガンバのリーグ優勝さらに国内三冠に貢献した。
2015年6月18日に行われる2018 FIFAワールドカップ・アジア予選のシンガポール代表戦のサッカー日本代表メンバーに初選出された。8月9日、 東アジアカップ2015の対中国戦で国際Aマッチデビューを飾った。この年ガンバでは他のセンターバック陣が怪我に泣かされる中、唯一怪我なく1年を乗り切りリーグ戦全試合にフル出場し、同年度の日刊スポーツ 提供「黄金の脚賞」を受賞した。CS準決勝浦和戦では延長後半に自らが蹴った浮き玉気味のバックパスがあわやオウンゴールになりかけるも、間一髪免れそこから繋いだボールから藤春廣輝の決勝点が生まれるという珍しいことが起こり、海外メディアからも紹介された。本人によると蹴る瞬間にボールが跳ねたため浮き玉になってしまったとのこと。
2017年シーズンは、新加入の三浦弦太やファビオにレギュラーを奪われてしまい、海外移籍した塩谷司の代役を探していたサンフレッチェ広島へ移籍する事を決意。

### サンフレッチェ広島
2017年6月27日、サンフレッチェ広島に完全移籍することが正式に発表された。この年は右サイドバックを中心に先発メンバーに名を連ねたが、翌2018年は和田拓也の控えに回り、怪我もあって出場機会は限られた。

### FC東京
2018年7月18日、FC東京に完全移籍で加入することが発表された。加入後は、J1リーグ戦6試合に出場。翌2019年には、ルヴァンカップと天皇杯に2試合ずつ出場しただけで、リーグ戦への出場機会がなかった。
2020シーズンのリーグ戦はわずか3試合の出場に留まったが、若手主体で臨んだ第20節の湘南ベルマーレ戦やACLから帰国した直後の31節のサンフレッチェ広島戦で存在感を示し、好パフォーマンスを披露。ACLでもグループステージ突破がかかったパース・グローリーFC戦で先発し、完封勝利に貢献した。

### スペイン時代
2021年5月6日、スペイン4部のセスタオ・リーベル・クルブに完全移籍で加入することが発表された。昇格プレーオフでは2試合にフル出場し、チームの3部昇格に貢献した。
2023年7月1日、アレナス・クルブ・デ・ゲチョに移籍した。

## 所属クラブ
ユース経歴
- 1994年 - 1997年 南花台JSC
- 1998年 - 2000年 ガンバ大阪堺ジュニアユース
- 2001年 - 2003年 ガンバ大阪ユース (大阪府立長野高等学校)

プロ経歴
- 2004年 - 2017年6月 ガンバ大阪
  - 2007年  徳島ヴォルティス (レンタル移籍)
  - 2008年 - 同年8月  大宮アルディージャ (レンタル移籍)
  - 2008年8月 - 2011年  アビスパ福岡 (レンタル移籍)
- 2017年7月 - 2018年7月  サンフレッチェ広島
- 2018年7月 - 2020年  FC東京
- 2021年 - 2023年  セスタオ・リーベル・クルブ
- 2023年 -  アレナス・クルブ・デ・ゲチョ

## 個人成績
| 国内大会個人成績 | 国内大会個人成績 | 国内大会個人成績 | 国内大会個人成績 | 国内大会個人成績 | 国内大会個人成績 | 国内大会個人成績 | 国内大会個人成績 | 国内大会個人成績 | 国内大会個人成績 | 国内大会個人成績 | 国内大会個人成績 |
| 年度             | クラブ           | 背番号           | リーグ           | リーグ戦         | リーグ戦         | リーグ杯         | リーグ杯         | オープン杯       | オープン杯       | 期間通算         | 期間通算         |
| 年度             | クラブ           | 背番号           | リーグ           | 出場             | 得点             | 出場             | 得点             | 出場             | 得点             | 出場             | 得点             |
| 日本             | 日本             | 日本             | 日本             | リーグ戦         | リーグ戦         | リーグ杯         | リーグ杯         | 天皇杯           | 天皇杯           | 期間通算         | 期間通算         |
| ---------------- | ---------------- | ---------------- | ---------------- | ---------------- | ---------------- | ---------------- | ---------------- | ---------------- | ---------------- | ---------------- | ---------------- |
| 2004             | G大阪            | 25               | J1               | 0                | 0                | 0                | 0                | 0                | 0                | 0                | 0                |
| 2005             | G大阪            | 25               | J1               | 0                | 0                | 0                | 0                | 0                | 0                | 0                | 0                |
| 2006             | G大阪            | 25               | J1               | 0                | 0                | 0                | 0                | 0                | 0                | 0                | 0                |
| 2007             | 徳島             | 17               | J2               | 45               | 1                | -                | -                | 2                | 0                | 47               | 1                |
| 2008             | 大宮             | 26               | J1               | 0                | 0                | 2                | 0                | -                | -                | 2                | 0                |
| 2008             | 福岡             | 27               | J2               | 9                | 1                | -                | -                | 1                | 0                | 10               | 1                |
| 2009             | 福岡             | 27               | J2               | 35               | 1                | -                | -                | 2                | 0                | 37               | 1                |
| 2010             | 福岡             | 6                | J2               | 35               | 1                | -                | -                | 4                | 1                | 39               | 2                |
| 2011             | 福岡             | 6                | J1               | 30               | 0                | 1                | 0                | 0                | 0                | 31               | 0                |
| 2012             | G大阪            | 5                | J1               | 14               | 0                | 1                | 1                | 3                | 0                | 18               | 1                |
| 2013             | G大阪            | 5                | J2               | 25               | 2                | -                | -                | 2                | 1                | 27               | 3                |
| 2014             | G大阪            | 5                | J1               | 25               | 2                | 5                | 0                | 5                | 0                | 35               | 2                |
| 2015             | G大阪            | 5                | J1               | 34               | 0                | 1                | 0                | 4                | 0                | 39               | 0                |
| 2016             | G大阪            | 5                | J1               | 28               | 0                | 5                | 1                | 2                | 0                | 35               | 1                |
| 2017             | G大阪            | 5                | J1               | 5                | 0                | -                | -                | 1                | 0                | 6                | 0                |
| 2017             | 広島             | 40               | J1               | 13               | 0                | 1                | 0                | 1                | 0                | 15               | 0                |
| 2018             | 広島             | 28               | J1               | 1                | 0                | 5                | 0                | 0                | 0                | 6                | 0                |
| 2018             | FC東京           | 5                | J1               | 6                | 0                | -                | -                | 1                | 0                | 7                | 0                |
| 2019             | FC東京           | 5                | J1               | 0                | 0                | 2                | 0                | 2                | 0                | 4                | 0                |
| 2020             | FC東京           | 5                | J1               | 3                | 0                | 0                | 0                | -                | -                | 3                | 0                |
| スペイン         | スペイン         | スペイン         | スペイン         | リーグ戦         | リーグ戦         | 国王杯           | 国王杯           | オープン杯       | オープン杯       | 期間通算         | 期間通算         |
| 2020-21          | セスタオ         | 24               | テルセーラ       | 4                | 0                | -                | -                | -                | -                | 4                | 0                |
| 2021-22          | セスタオ         | 5                | セグンダRFEF     | 26               | 0                | -                | -                | 0                | 0                | 26               | 0                |
| 2022-23          | セスタオ         | 5                | セグンダRFEF     | 15               | 1                | -                | -                | 1                | 0                | 16               | 1                |
| 2023-24          | アレナス         | 5                | セグンダRFEF     | 31               | 2                | -                | -                | -                | -                | 31               | 2                |
| 2024-25          | アレナス         | 5                | セグンダRFEF     | 5                | 0                | -                | -                | -                | -                | 5                | 0                |
| 通算             | 日本             | 日本             | J1               | 159              | 2                | 23               | 2                | 20               | 0                | 202              | 4                |
| 通算             | 日本             | 日本             | J2               | 149              | 6                | -                | -                | 11               | 2                | 160              | 8                |
| 通算             | スペイン         | スペイン         | セグンダB        | 77               | 3                | -                | -                | 1                | 0                | 78               | 3                |
| 通算             | スペイン         | スペイン         | テルセーラ       | 4                | 0                | -                | -                | -                | -                | 4                | 0                |
| 総通算           | 総通算           | 総通算           | 総通算           | 389              | 11               | 23               | 2                | 32               | 2                | 444              | 15               |

その他の公式戦
| 2018   | F東23  | 5      | J3     | 1  | 0 | 1  | 0 |
| 2019   | F東23  | 5      | J3     | 17 | 0 | 17 | 0 |
| 通算   | 日本   | 日本   | J3     | 18 | 0 | 18 | 0 |
| 総通算 | 総通算 | 総通算 | 総通算 | 18 | 0 | 18 | 0 |

- 2015年
  - スーパーカップ 1試合0得点
  - Jリーグチャンピオンシップ 3試合0得点
- 2016年
  - スーパーカップ 1試合0得点
- 2021-22年
  - テルセーラ・ディビシオン昇格プレーオフ 2試合0得点

| 国際大会個人成績 | 国際大会個人成績 | 国際大会個人成績 | 国際大会個人成績 | 国際大会個人成績 |
| 年度             | クラブ           | 背番号           | 出場             | 得点             |
| AFC              | AFC              | AFC              | ACL              | ACL              |
| ---------------- | ---------------- | ---------------- | ---------------- | ---------------- |
| 2006             | G大阪            | 25               | 0                | 0                |
| 2012             | G大阪            | 5                | 3                | 0                |
| 2015             | G大阪            | 5                | 11               | 0                |
| 2016             | G大阪            | 5                | 3                | 0                |
| 2017             | G大阪            | 5                | 1                | 0                |
| 2020             | FC東京           | 5                | 1                | 0                |
| 通算             | AFC              | AFC              | 19               | 0                |

- Jリーグ初出場 - 2007年3月3日 J2第1節 vs愛媛FC（鳴門陸上競技場）
- Jリーグ初得点 - 2007年5月20日 J2第16節 vsベガルタ仙台（ユアテックスタジアム仙台）

## タイトル

### クラブ
ガンバ大阪ユース
- Jユースカップ：1回（2002年）

ガンバ大阪
- Jリーグ ディビジョン1：2回（2005年、2014年）
- Jリーグ ディビジョン2：1回（2013年）
- Jリーグカップ：1回（2014年）
- 天皇杯：2回（2014年、2015年）
- ゼロックススーパーカップ：1回（2015年）

FC東京
- Jリーグカップ：1回（2020年）

セスタオ・リベル・クルブ
- セグンダ・ディビシオンRFEF：1回（2022-23）

アレナス・クルブ・デ・ゲチョ
- セグンダ・フェデラシオン・グループⅡ：1回（2024-25）

### 個人
- AFCユース選手権2002ベストイレブン（2002年）

## 代表歴
- 国際Aマッチ初出場 - 2015年8月9日 EAFF東アジアカップ2015 vs中国代表（武漢体育中心）

### 出場大会
- U-15日本代表
- U-16日本代表
  - 2002年 - AFC U-17選手権2002予選及び本大会、豊田国際ユースサッカー大会
- U-17日本代表
  - 2003年 - サニックス杯国際ユースサッカー大会
- U-18日本代表
- U-19日本代表
- U-20日本代表
- 日本代表
  - 2015年 - 2018 FIFAワールドカップ・アジア2次予選
  - 2015年 - 東アジアカップ2015

### 試合数
- 国際Aマッチ 2試合（2015年）

| 日本代表 | 国際Aマッチ | 国際Aマッチ |
| 年       | 出場        | 得点        |
| -------- | ----------- | ----------- |
| 2015     | 2           | 0           |
| 通算     | 2           | 0           |

### 出場
| No. | 開催日         | 開催都市 | スタジアム           | 対戦国 | 結果 | 監督           | 大会                   |
| --- | -------------- | -------- | -------------------- | ------ | ---- | -------------- | ---------------------- |
| 1.  | 2015年8月9日   | 武漢市   | 武漢体育中心         | 中国   | △1-1 | ハリルホジッチ | EAFF東アジアカップ2015 |
| 2.  | 2015年10月13日 | テヘラン | アザディ・スタジアム | イラン | △1-1 | ハリルホジッチ | 国際親善試合           |

## メディア出演
- テレビスポーツ教室 サッカー（4）（2014年5月25日、NHK Eテレ） - 講師
- ガンバTV（毎日放送） - ガンバ大阪への在籍中に随時出演。ポジティブ（前向き）な性格を買われて、一時は「丹羽大輝のポジティブ丹羽～ド」（悩みを抱える視聴者に自分なりの表現で前向きな格言を贈るコーナー）も担当していた。